# 康菲公司
康菲公司（ConocoPhillips）是一家国际能源公司，总部设在美国德克萨斯州休斯顿的能源走廊区，在财富500强中排名第77。

## 历史

按最新公开收入被授予"石油巨头"的主要能源公司图标

康纳公司最初来源自1875年成立于犹他州奥格登的一家名为大陆石油运输公司的美国石油公司。是美国西部的煤炭，油，煤油，油脂和蜡烛的分销商。
马兰石油公司 (由勘探先驱者欧内斯特·惠特沃思·马兰创立)，后来根据合同用2,317,266 股股票购买了大陆石油公司的资产。
1929年6月26日，马兰石油公司将其名字改为大陆石油公司，并将总部迁往奥克拉荷马州庞卡城。这次兼并让康纳公司获得了马兰公司曾用的红杠和三角形的标志。从1930年至1970年，康纳在改成现在的红胶囊标志前一直在用那个标志。
2002年8月30日，康菲石油 (ConocoPhillips)是由美國康納和石油公司(Conoco)和菲利普斯石油公司(Phillips)合併而成。
2005年，康菲开始重塑(联合) 76品牌加油站，该品牌由菲利普斯与康纳合并前从托斯科公司获得。这一改变引起了一场由粉丝發起的请愿战来保留这个历史性的76球形橘子招牌。
2006年3月，康菲购买了德国威廉港炼油厂有限公司和伯灵顿能源。2006年5月10日，前美国国务院副国务卿理查德·阿米蒂奇被选入康菲石油公司的董事会。
2007年1月20日，华尔街日报的一篇关于这场请愿战的文章包括了康菲的一项声明说这是一个改变的过程，并且会将几十个橘子和蓝色的76球送到博物馆保留起来。公司同时宣布制造大约100个用康菲红蓝色彩方案的新76球形标志放到挑选的76加油站。
2012年5月1日康菲石油将旗下炼油部门、加油站和管道资产拆分出来成立独立公司Phillips 66，并在纽交所交易，代码（PSX）
2017年3月30日康菲石油（ConocoPhillips, COP）以177億加元（133億美元）的價格出售加拿大Canada Deep Basin的天然氣資産以及在Foster Creek Christina Lake的油砂資産的大部分權益予加拿大Cenovus Energy In。
2021年9月21日，《华尔街日报》（WSJ）报道，康菲石油公司 (COP) 计划以 95 亿美元的价格购买壳牌公司 (RDS.A) 二叠纪盆地（Permian Basin）资产。

## 业务单位

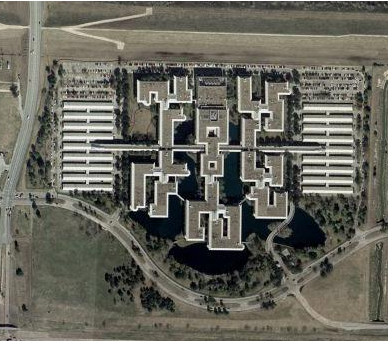
俯瞰公司总部，2002年1月

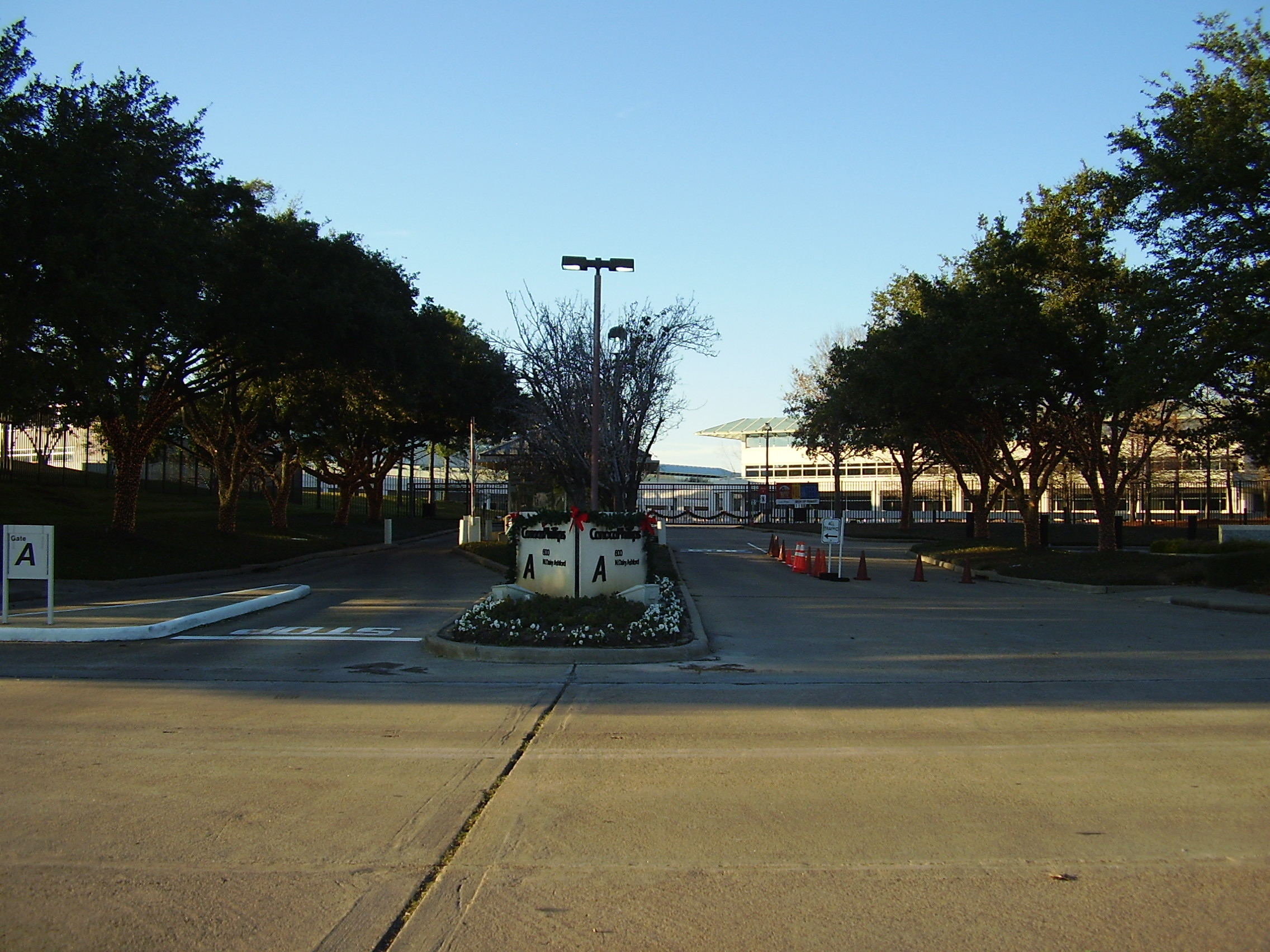
公司总部

### 油船舰队
康菲拥有旗下多个油船舰队。

#### 美国国旗
极地油船是康菲美国国旗标志的运输队。

##### 奋进级
这些船由位于路易斯安那阿冯达尔的诺斯罗普·格鲁门舰船系统部阿冯达尔船厂建造。它们是长894.7 英尺，140,000DWT的 双壳类油船。
- 极地奋进 -  2001
- 极地决断 -  2002
- 极地发现 -  2003
- 极地冒险 -  2004
- 极地进取 -  2007

### 勘探，炼油和市场
世界上，康菲经营19个炼油厂。

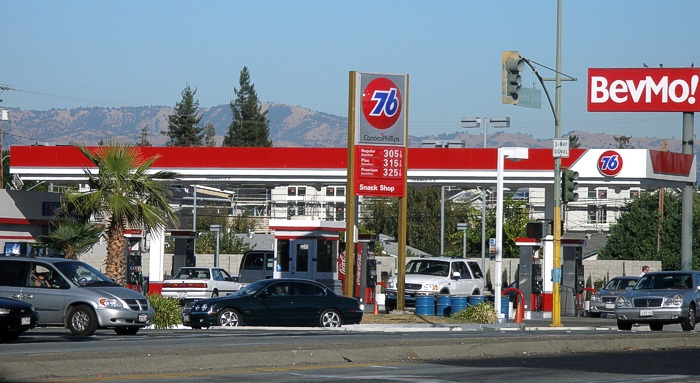
一家 Union 76 加油站

在美国，康菲经营康纳、菲利普斯66和Union 76加油站。长期以来，在美国西部和南部长期为人熟悉的76品牌，于1932年由加州联合石油公司（后为优尼科）创立。
在欧洲奥地利、比利时、捷克、丹麦、芬兰、德国、匈牙利、挪威、波兰、斯洛伐克、瑞典和英国等地，康菲经营Jet加油站。
康菲在马来西亚经营ProJET品牌，在土耳其销售Turkpetrol品牌和在瑞士运营COOP品牌。
| 国家     | 名称            | 位置               | 原油处理能力（千桶每天） |
| -------- | --------------- | ------------------ | ------------------------ |
| 美国     | 伍德·里弗炼油厂 | 伊利诺伊罗克萨     | 306                      |
| 德国     | 威廉港炼油厂    | 威廉港             | 260                      |
| 美国     | 联盟炼油厂      | 路易斯安那贝尔查斯 | 247                      |
| 美国     | 史温尼炼油厂    | 德州欧德欧欣       | 247                      |
| 美国     | 湾路炼油厂      | 新泽西林登         | 238                      |
| 美国     | 查尔斯湖炼油厂  | 路易斯安那西湖     | 239                      |
| 英国     | 汉伯炼油厂      | 北林肯郡           | 265                      |
| 美国     | 庞卡炼油厂      | 奥克拉荷马州庞卡   | 187                      |
| 美国     | 特琳娜炼油厂    | 宾州特琳娜         | 185                      |
| 美国     | 博格炼油厂*     | 德州博格           | 146                      |
| 美国     | 洛杉矶炼油厂    | 加州卡森/威明顿    | 139                      |
| 美国     | 旧金山炼油厂    | 加州罗迪欧         | 120                      |
| 美国     | 弗恩代尔炼油厂  | 华盛顿弗恩代尔     | 105                      |
| 爱尔兰   | 怀特盖特炼油厂  | 科克               | 71                       |
| 美国     | 比灵斯          | 蒙大拿州比灵斯     | 118                      |
| 马来西亚 | 马六甲炼油厂    | 马六甲             | 58                       |
| 德国     | 米罗炼油厂*     | 卡尔斯鲁厄         | 56                       |
| 捷克     | 捷克炼油厂*     | 克拉卢皮 ＆ 维诺夫 | 27                       |

* 表示合资企业。原油加工能力反映了股份比例。

## 环境记录
- 2003年，康菲被前苏联格鲁吉亚共和国的一个环境组织“绿色替代”告上法庭。诉讼声称，一些外国石油公司与格鲁吉亚政府勾结，诱导当局通过一项没有经正常环境影响评价的价值30亿美元的管道项目。[8]
- 2007年4月11日，康菲成为第一个美国石油公司加入一个叫美国气候行动联盟的大企业和环境团体联盟。2007年1月，这一联盟曾报告乔治·沃克·布什总统，强制排放限制能减少二氧化碳及其他产生温室效应的气体向大气排放。同年康菲宣布该年会花费1.5亿美元在 新能源和技术的研发，比上年多了约50%。[9]根据政治经济研究所，康菲在美国公司中空气污染物排放排第13位。[10]
- 2011年6月4日，由康菲和中国海洋石油总公司（简称“中海油”）合资建设的渤海蓬莱19-3油田发生漏油事件，康菲拥有49%的权益，中海油拥有51%的权益。[11]截止9月3日，漏油情况依然在继续。泄漏約700桶原油和2500桶油基泥浆，污染水体超过5500平方公里，是中国迄今为止最严重的海洋生态灾难。[12]环渤海沿岸渔民（山东、河北、辽宁）遭受重大损失，养殖的扇贝50%-70%陆续死亡。[13]